# Sangudo
Sangudo  ist eine politisch unselbständige Siedlung im Zentrum von Alberta, Kanada, mit dem Status eines Weilers (englisch Hamlet).  Die Siedlung liegt in der Region Zentral-Alberta, etwa 120 Kilometer westnordwestlich von Edmonton. Am westlichen Rand der Siedlung kreuzt der Pembina River den Alberta Highway 43.
Von 1937 bis 2007 hatte Sangudo den Status eines Dorfes (englisch Village).
Östlich von Sangudo hat der Verwaltungsbezirk („Municipal District“) Lac Ste. Anne County seinen Verwaltungssitz.
Der Zensus im Jahr 2016 ergab für die Ansiedlung eine Bevölkerungszahl von 299 Einwohnern, nachdem der Zensus im Jahr 2011 für die Siedlung noch eine Bevölkerungszahl von 320 Einwohnern ergeben hatte. Die Bevölkerung hat damit im Vergleich zum letzten Zensus im Jahr 2011 deutlich um 6,6 % abgenommen, während der Provinzdurchschnitt bei einer Bevölkerungszunahme von 11,6 % lag. Bereits im Zensuszeitraum 2006 bis 2011 hatte die Einwohnerzahl in der Siedlung erheblich um 12,1 % abgenommen, während sie im Provinzdurchschnitt um 10,8 % zunahm.